# Zénith de Pau
Le Zénith de Pau est une salle de spectacle située dans la partie nord de la commune de Pau dans les Pyrénées-Atlantiques. Elle est bordée au sud par le boulevard du Cami Salié qui est sa voie d'accès, et au nord par une voie qui longe l'A64. De l'autoroute on voit côte à côte deux bâtiments de même importance, le Zénith et le Palais des sports.
Ses différentes configurations permettent d'offrir de 642 à 4 418 places assises, ainsi qu'une contenance de 7 500 places (3 202 places assises et 4 298 debout). Il a été inauguré le 12 décembre 1992 avec pour première représentation, le concert de Johnny Hallyday.
Par sa forme, le Zénith de Pau fait penser à un navire et les matériaux utilisés (brique, verre...) lui donnent un aspect très contemporain.
L'activité première d'un Zénith étant les concerts, la plupart des artistes français se sont produits sur cette scène tels que Shy’m, Angèle, Mylène Farmer, Johnny Hallyday, Chimène Badi,Christophe Maé, Garou, Pascal Obispo, Michel Sardou, Charles Aznavour, Jean Michel Jarre, Zazie, Jenifer pour ne citer qu'eux
Le zénith de Pau est le troisième zénith à avoir été construit en France.
Zénith est une marque déposée.

## Transports urbains
Le Zénith est desservie par le réseau de bus Idelis :
- Pau — Zénith ↔ Mazères — L'Arriou